# Granja de Barreiros
La Granja de Barreiros, situada en Ortoá (Sarria), en la provincia de Lugo (España), es un proyecto pedagógico creado en 1948 por Antonio Fernández López, el mayor de los hijos de Antón de Marcos.
Su intención era crear una escuela de orientación agraria para maestros de forma que integraran la cultura gallega y los ciclos de la naturaleza en la formación escolar. 
También era intención de Antonio Fernández López promover la creación de huertos escolares en las escuelas públicas de la provincia.
Su primer director fue Avelino Pousa Antelo, miembro de las "Mocedades Galeguistas", que participó en la propaganda a favor del Estatuto de Autonomía de Galicia de 1936. Profundamente agrarista y cooperativista, en 1946 había sido becado en la Misión Biológica de Galicia, dirigida por Cruz Gallastegui Unamuno, y en 1948 comenzó a dirigir la Escuela Agrícola de la Granja de Barreiros.
El proyecto y los edificios de que consta son del arquitecto gallego Manuel Gómez Román.
Desde 1948 esta institución fue sostenida en todos sus gastos y mantenimiento de forma personal por Antonio Fernández López, quien la mantuvo activa hasta su muerte, en 1971.
Actualmente sigue funcionando, con los mismos presupuestos iniciales y plenamente integrada en los planes educativos promovidos por el Colegio Fingoy, de Lugo. Está gestionada por el Instituto Galego de Educación Medioambiental "A Ponticela", bajo la dirección de Siña Fernández Puentes, hija del fundador.